# 파트리시아 비코
파트리시아 비코(Patricia Vico, 1972년 8월 27일 ~ )는 스페인의 배우이다.

## 출연 작품
- 스틸 더 머니: 314 비밀금고 - 산드라 역